# Boultenn
Le boultenn (du breton boul-tenn) est un jeu de boules du Pays de Quimper, dans le Finistère, en Bretagne. 
Le boultenn est inscrit depuis 2012 à l’Inventaire du patrimoine culturel immatériel en France.

## Historique
Le boultenn est un jeu né dans les environs de Quimper au XIXe siècle. A l’origine, les boules étaient en bois, fait lié à la présence nombreuse des tourneurs sur bois dans la région à cette époque. À la fin de la Seconde Guerre mondiale, les boules devinrent métalliques. Aujourd’hui, les boules utilisées sont des boules lyonnaises en acier. La forme du billot a également évolué. Il avait à l’origine la tête arrondie, ce qui fait que les boules étaient plutôt sur les parties basses du billot. Aujourd’hui, le fait que le billot soit plat en surface rend le jeu plus technique puisque les boules ne rebondissent pas dessus, mais le frappe et reviennent vers le joueur ou passent pas dessus les autres boules. 

## Le jeu
Le boultenn est un jeu de tir. Trois boules sont placées sur un billot, dans des empreintes arrondies, et espacées de façon que la boule lancée puisse passer entre celles posées sur le billot. Chaque joueur dispose de 6 essais pour faire tomber les boules du billot. Celle du milieu est « la Bigoudène », elle vaut deux points, les deux autres valant 1 point. Il est stratégique de viser celle du milieu car on peut espérer qu’avec le rebond de l’impact, une autre boule va tomber. Le meilleur coup est le « coup magistral ». Cela arrive quand la boule lancée éjecte la boule du billot et la remplace dans son emplacement. Cela rapporte beaucoup de points. La boule lancée doit arriver directement sur celle du billot, si elle l’atteint par toute autre manière, le lancer est nul. C’est donc un jeu de précision. Le score final est comptabilisé par le nombre de points des boules tombées, sachant que si les trois premières boules sont tombées en moins de 6 lancers, trois autres boules sont installées sur le billot.

## Clubs et fédérations
En France, certains clubs sont fédérés au sein de la Confédération FALSAB. La Fédération nationale du sport en milieu rural (FNSMR) organise tous les deux ans le Critérium des jeux sportifs traditionnels où le boultenn est représenté.